# Zeng Fanyi
Zeng Fanyi (曾凡一S; Shanghai, gennaio 1968) è una biologa, genetista e ricercatrice cinese nota per i suoi contributi nello studio delle cellule staminali, professoressa presso la facoltà di medicina dell'Università Jiao Tong di Shanghai (SJTU).

## Biografia
Nata a Shanghai nel 1968 con radici ancestrali a Shunde, nella provincia del Guangdong. Il padre di Zeng, è un genetista e accademico dell'Accademia cinese di ingegneria.  Padre e figlia sono stati entrambi studenti di Tan Jiazhen,  considerato il fondatore della genetica moderna in Cina.
Si laurea in scienze presso l'Università della California, San Diego (UCSD), dove consegue un MD e Ph.D. rispettivamente dall'University of Pennsylvania Medical School e dall'University of Pennsylvania School of Arts and Sciences. In quest'ultima Zeng ha anche svolto ricerche post-dottorato.

### Scuola di Medicina di Shanghai
Zeng è entrata a far parte della Scuola di Medicina dell'Università di Shanghai (Divisione di Medicina di Base) nell'ottobre 2007. Attualmente è vicepresidente dell'Istituto di genetica medica di Shanghai presso SJTU, dove suo padre Zeng Yitao è direttore generale. Zeng Fanyi è anche vicepresidente dello Shanghai Stem Cell Institute.

## Ricerche
Le ricerche di Zeng sono per lo più concentrate su medicine genetiche e biologia dello sviluppo.
Nel luglio del 2009, Zeng, i suoi colleghi e il suo team pubblicarono una pagina su Nature, dimostrando per la prima volta che un intero corpo di un mammifero può essere generato da una cellula staminale pluripotente indotta. In quell'esperimento usarono degli embrioni di topo e seguirono il metodo del team di Shin'ya Yamanaka. Successivamente crearono degli embrioni tetraploidi mettendo insieme due embrioni fecondati allo stadio iniziale. Poi impiantarono questi embrioni e alcuni di essi si svilupparono in topi adulti. Dodici di quei topi si accoppiarono e produssero prole, che non dimostravano alcuna incertezza fisica.